# The Trevor Project
 (avril 2021).
Si vous disposez d'ouvrages ou d'articles de référence ou si vous connaissez des sites web de qualité traitant du thème abordé ici, merci de compléter l'article en donnant les références utiles à sa vérifiabilité et en les liant à la section « Notes et références ».
 (avril 2021).
La mise en forme du texte ne suit pas les recommandations de Wikipédia : il faut le « wikifier ».
Les points d'amélioration suivants sont les cas les plus fréquents. Le détail des points à revoir est peut-être précisé sur la page de discussion.
- Les titres sont pré-formatés par le logiciel. Ils ne sont ni en capitales, ni en gras.
- Le texte ne doit pas être écrit en capitales (les noms de famille non plus), ni en gras, ni en italique, ni en « petit »…
- Le gras n'est utilisé que pour surligner le titre de l'article dans l'introduction, une seule fois.
- L'italique est rarement utilisé : mots en langue étrangère, titres d'œuvres, noms de bateaux, etc.
- Les citations ne sont pas en italique mais en corps de texte normal. Elles sont entourées par des guillemets français : « et ».
- Les listes à puces sont à éviter, des paragraphes rédigés étant largement préférés. Les tableaux sont à réserver à la présentation de données structurées (résultats, etc.).
- Les appels de note de bas de page (petits chiffres en exposant, introduits par l'outil «  Source ») sont à placer entre la fin de phrase et le point final[comme ça].
- Les liens internes (vers d'autres articles de Wikipédia) sont à choisir avec parcimonie. Créez des liens vers des articles approfondissant le sujet. Les termes génériques sans rapport avec le sujet sont à éviter, ainsi que les répétitions de liens vers un même terme.
- Les liens externes sont à placer uniquement dans une section « Liens externes », à la fin de l'article. Ces liens sont à choisir avec parcimonie suivant les règles définies. Si un lien sert de source à l'article, son insertion dans le texte est à faire par les notes de bas de page.
- La présentation des références doit suivre les conventions bibliographiques. Il est recommandé d'utiliser les modèles {{Ouvrage}}, {{Chapitre}}, {{Article}}, {{Lien web}} et/ou {{Bibliographie}}. Le mode d'édition visuel peut mettre en forme automatiquement les références.
- Insérer une infobox (cadre d'informations à droite) n'est pas obligatoire pour parachever la mise en page.

Pour une aide détaillée, merci de consulter Aide:Wikification.
Si vous pensez que ces points ont été résolus, vous pouvez retirer ce bandeau et améliorer la mise en forme d'un autre article.
The Trevor Project est un organisme à but non lucratif, créé en août 1998, principalement voué à offrir des services d'intervention en cas de crise, de prévention du suicide et de soutien aux jeunes de moins de 25 ans de la communauté LGBTQ+,. Son slogan est « Sauver les vies des jeunes » (Saving young lives). Il est basé en Californie, aux États-Unis.

## Histoire
The Trevor Project a été fondé en août 1998 à West Hollywood, en Californie, par James Lecesne, Peggy Rajski et Randy Stone. Ils sont les créateurs du court métrage Trevor (lauréat d'un Oscar en 1994), une comédie dramatique centrée sur Trevor, un garçon gay de treize ans qui, rejeté par des amis à cause de sa sexualité, tente de se suicider. Alors que le film devait être diffusé sur HBO, en 1998, les cinéastes ont réalisé que certains jeunes téléspectateurs du programme pourraient être confrontés au même type de crise que le personnage principal du film, Trevor, et ont commencé à rechercher une ligne de soutien à diffuser pendant le visionnement. Ils ont découvert qu'une telle ligne d'assistance n'existait pas et ont décidé de se consacrer à la création d'une organisation pour promouvoir l'acceptation des jeunes LGBTQ et pour aider à la prévention des crises et du suicide au sein de ce groupe.
La Trevor Lifeline a été créée avec des fonds fournis par la Fondation Colin Higgins et les frais de licence de HBO. En conséquence, elle est devenue le premier service d'assistance téléphonique en cas de crise et de prévention du suicide à l'échelle des États-Unis pour les jeunes LGBTQ. Le projet comprenait également un soutien en ligne aux jeunes via le site Web du projet, ainsi que des conseils et des ressources pour les éducateurs et les parents.
En novembre 2009, le projet a été engagé par le groupe de travail sur la prévention du suicide du comté de Tulare, en Californie. Par cet accord, le projet a reçu pour la première fois des fonds publics. En juin 2009, sept bénévoles de ce comté ont terminé la formation d'animateur de l'atelier de sauvetage du projet Trevor. Des ateliers de sauvetage ont ainsi pu être organisés dans les écoles des municipalités de ce comté ainsi qu'à Hanford, dans le comté voisin de Kings.

### Soutien
Le projet Trevor a été soutenu par plusieurs célébrités, dont Melanie Martinez, Ellen DeGeneres, Troye Sivan, Kathy Griffin, Shay Mitchell, Daniel Radcliffe, Neil Patrick Harris, James Marsden, Chris Colfer, Kim Kardashian, Darren Criss, Dianna Agron, George Takei, Anderson Cooper, John Oliver  , Tyler Oakley et Carl Nassib.

## Projets de l'organisme

### Trevor Lifeline

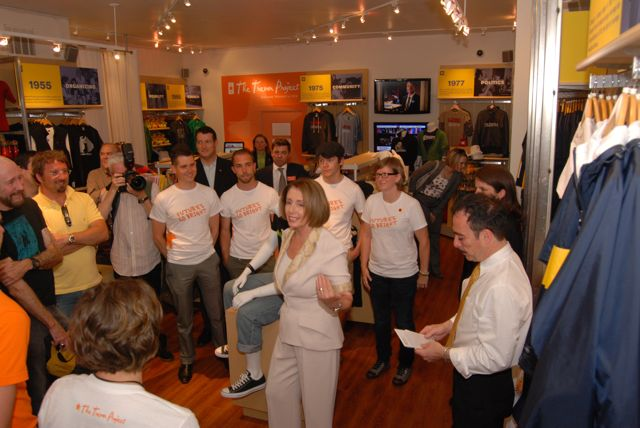
Nancy Pelosi visitant le centre d'appels Harvey Milk du Trevor Project à San Francisco en 2011.

La Trevor Lifeline est la seule ligne d'assistance en cas de crise et de prévention du suicide qui opère 24 heures sur 24 pour les jeunes LGBTQ aux États-Unis. Il s'agit d'un service gratuit et confidentiel composés de conseillers formés pour écouter sans juger et pouvant orienter les appelants vers des organisations et des groupes locaux de soutien.

### TrevorText
TrevorText est un service de messagerie texte confidentiel fourni par le Trevor Project et offrant un service d'écoute similaire à celui de Trevor Lifeline.

### TrevorChat
TrevorChat est un service de messagerie en ligne gratuit, confidentiel et instantané et sécurisé fourni par le Trevor Project.

### TrevorSpace
TrevorSpace est un réseau social en ligne pour les jeunes LGBTQ + âgés de 13 à 24 ans, ainsi que leurs amis et alliés. Les jeunes peuvent créer des profils personnels, qui sont vérifiés par les administrateurs avant d'être autorisés à interagir avec d'autres profils et connecter avec d'autres jeunes à l'échelle internationale, ainsi que trouver des ressources au sein de leurs communautés. TrevorSpace est couramment utilisé pour recevoir ou donner des conseils et se faire des amis qui ont vécu des expériences similaires. TrevorSpace est surveillé par des administrateurs désignés par le projet afin de s'assurer que tout le contenu répond aux règlements et n'est pas haineux. Les membres de plus de 18 ans ne peuvent d'ailleurs pas envoyer de messages privés aux membres de moins de 18 ans.

### Conseil consultatif des jeunes
Le Conseil consultatif des jeunes sert de lien entre les jeunes LGBTQ+ des États-Unis et le Trevor Project sur les questions liées au suicide, à l'orientation sexuelle et à l'identité de genre. Le conseil propose des recommandations à l'organisme dans le but d'accroître la visibilité du Trevor Project et de mieux servir la population de jeunes LGBTQ.

### Ateliers scolaires
Le Trevor Project offre un programme d'ateliers scolaires afin d'informer les jeunes à propos de l'orientation sexuelle, de l'identité de genre et ce que les jeunes qui se sentent différents ressentent. Il enseigne aussi aux jeunes à reconnaitre la dépression et les idées noires chez leurs pairs et à agir dans ces contextes.

### Récompenses
Le Trevor Project donne des récompenses pour souligner des gens qui se sont engagés dans la lutte pour les droits LGBTQ+.
Il distingue notamment Daniel Radcliffe en 2011 en lui remettant le Trevor Project Hero Award.